# Lucas González (Argentine)
Pour les articles homonymes, voir Lucas González.
Lucas González est une localité rurale argentine située dans le département de Nogoyá et dans la province d'Entre Ríos.

## Histoire
Le passage de José Gervasio Artigas est enregistré en 1814 selon les preuves présentées par l'écrivain Carlos Alberto Pascualin. On peut dire que ce lieu, où un poste a été fondé vers 1804, est la conséquence des établissements autochtones et des marchands turcs étrangers qui s'y sont installés. Dans les archives d'Artigas, il a été prouvé que le nom de ce village vers 1814 était Puntas del Obispo, mentionnant qu'il est situé à la source du ruisseau El Obispo, qui se jette dans le río Gualeguay.
La ville a été fondée le 20 avril 1888, lorsque le gouvernement provincial a approuvé les plans du village. L'un des plus anciens résidents était Vicente Gómez, qui avait une pension de famille qui servait également de bureau de poste. L'endroit a commencé à recevoir un fort afflux d'étrangers arrivant dans le pays à cette époque. L'un d'eux, Pedro Cinto, d'origine basque française, a ouvert un magasin général appelé La Fundadora. C'est Pedro Cinto qui a fait don du terrain pour construire la gare qui a été baptisée Lucas González en hommage au directeur de l'entreprise qui a construit le chemin de fer de Paraná à Concepción del Uruguay.
Le 17 mai 1917, il a été décidé de constituer un club, qui a été nommé Club Atlético Lucas González et dont le premier conseil d'administration était présidé par Moisés Galizzi. Ils s'organisent et jettent les bases pour entamer des confrontations avec leurs clubs similaires des villes voisines, et désignent comme premier terrain de sport le site situé en face de ce qui est aujourd'hui l'usine pétrolière. Dans les premières années de Lucas González, Héctor Lupi, une famille d'immigrants italiens, s'y est installée avec un magasin d'alcools, une production de sodas et de boissons gazeuses. Cet industriel a installé des machines modernes pour la carbonatation et le remplissage de boissons gazeuses. À la fin du XIXe siècle, Lupi se rend à Atlanta pour rendre visite à des oncles et des cousins qui ont décidé d'émigrer d'Italie vers les États-Unis. Dans cette ville, par l'intermédiaire d'un de ses cousins, il rencontre le pharmacien John Pemberton, avec qui il noue une relation cordiale. Curieusement, quelques années plus tard, Pemberton invente le Coca-Cola, caractérisé par un goût très proche de la boisson gazeuse que la famille Lupi vendait depuis 1869 dans son Italie natale, et qui sera plus tard connue en Argentine sous le nom de Chinchibira.

### Statut de municipalité
Le 30 octobre 1917, la Junta de Fomento de Lucas González est créée et installée le 17 novembre 1917,. En application de la loi no 3001 publiée le 31 octobre 1934, la Junta de Fomento de Lucas González est devenue une municipalité de 2e catégorie le 1er juillet 1935.
Par la loi no 4707 sanctionnée et promulguée le 9 avril 1968 par l'intervention militaire de la province, l'élévation au rang de municipalité de 1re catégorie a été approuvée, laquelle a été créée par décret le 9 avril 1968.
Le 4 décembre 1987, la loi no 8022 a été adoptée et promulguée le 10 décembre 1987, ce qui a étendu le territoire municipal de Lucas González. Cependant, lorsque le gouvernement provincial a changé le même jour, la loi n'a pas été publiée et n'a pas pu entrer en vigueur. Le 23 décembre 1987, la loi no 8055 a été adoptée (promulguée le 29 décembre 1987) qui a abrogé la loi no 8022 ainsi que d'autres lois non publiées par le nouveau gouvernement. L'extension de l'ejido à 8 900 hectares a eu lieu lorsque la loi no 8733 a été adoptée le 10 août 1993, promulguée le 18 août 1993.

## Personnalités
- Darío Macor, historien et professeur d'université, auteur de nombreux ouvrages sur l'histoire de l'Argentine ;
- Enrique Guaita, vainqueur de la Coupe du monde en 1934 en jouant pour l'équipe italienne. Il a marqué l'unique but de la demi-finale contre l'Autriche ;
- Mario Negri, avocat et homme politique de l'Union civique radicale ;
- Eduardo Mongeló, auteur-compositeur-interprète, créateur de la chanson A Lucas González.

## Religion
| Archidiocèse | Paraná                |
| ------------ | --------------------- |
| Paroisse     | San Lucas Evangelista |